# Szalony Megs
Szalony Megs (tyt. ang. Jacknife) – amerykański film fabularny w reżyserii Davida Hugh Jonesa na podstawie sztuki Strange Snow Stephena Metcalfe. Dramat o dwóch weteranach wojny w Wietnamie.
Film był nominowany do nagrody Złotego Globu za drugoplanową rolę męską Eda Harrisa.